# Palazzo di Elagin
Il Palazzo Elagin (in russo Елагин дворец? Elagin dvorec) è un palazzo, completato nel 1822, che si trova sull'isola Elagin nel delta della Neva a San Pietroburgo. Fu un palazzo reale impiegato d'estate durante il regno di Alessandro I. Costruito dove si trovava un palazzo precedente edificato durante il regno di Pietro il Grande, la villa fu costruita per la madre di Alessandro, Maria Feodorovna dall'architetto Carlo Rossi. Il palazzo venne gravemente danneggiato durante la seconda guerra mondiale ma venne ricostruito ed attualmente ospita un museo.